# Schinderware

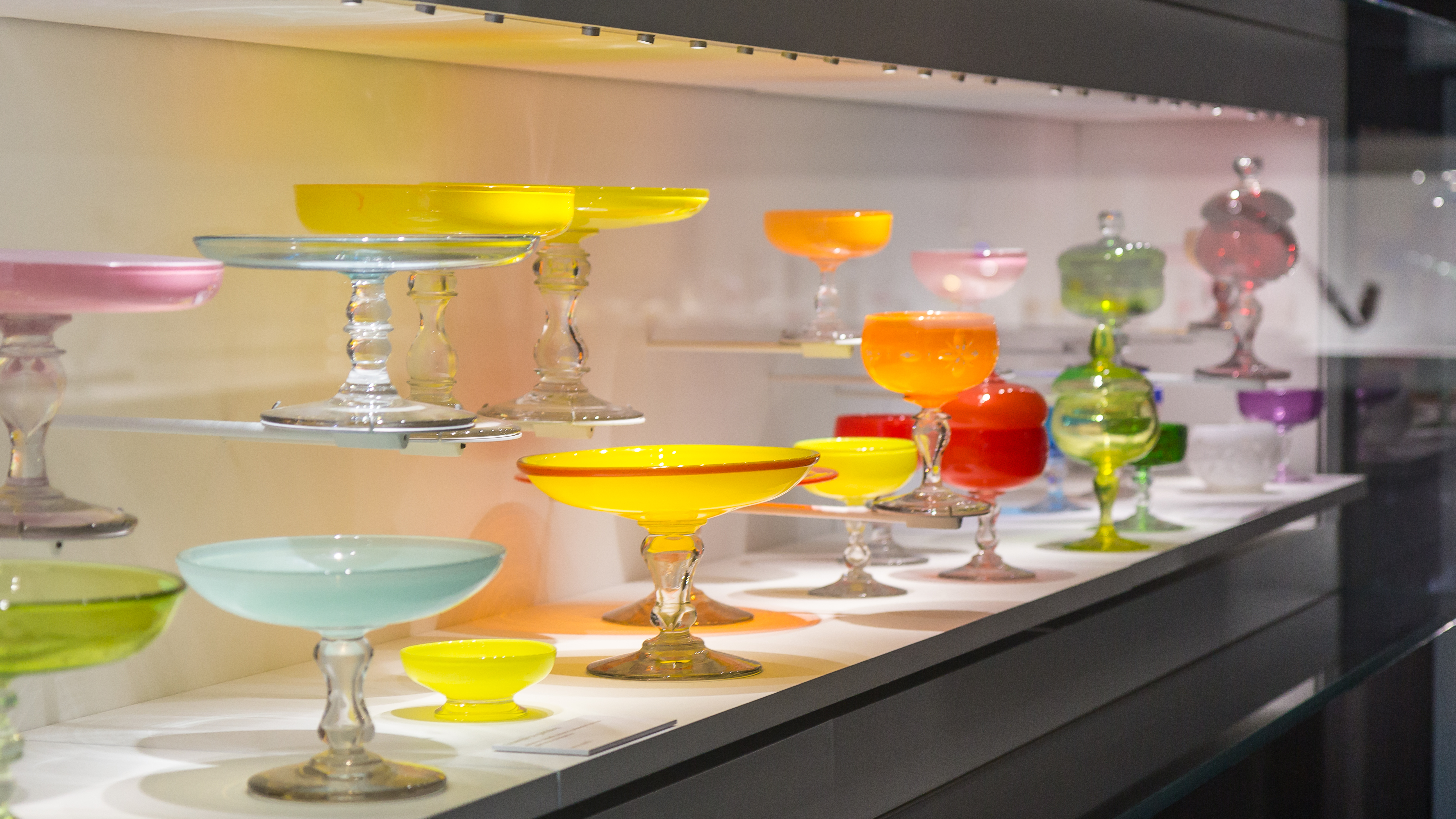
Schinderware aus Sars-Poteries, Frankreich. Angefertigt zwischen 1802 und 1937.

Schinderware ist ein Begriff, mit dem Glasmacher in Manufakturen traditionell die Arbeiten bezeichnen, die sie laut einem althergebrachten Vorrecht in den Arbeitspausen auf eigene Rechnung anfertigen dürfen. 
Die Schinderware diente früher sowohl dazu, ein Zubrot zum regulären Arbeitslohn zu verdienen, als auch zum Erproben und Vorzeigen der eigenen Fertigkeiten. Heute steht der Begriff vor allem für kunsthandwerklich hochstehende „Renommierstücke“, die nicht zum alltäglichen Gebrauch hergestellt sind.